# پاپون علیا
پاپون علیا، روستایی در دهستان کوهمره بخش کوهمره شهرستان کوه‌چنار در استان فارس ایران است.

## جمعیت
بر پایه سرشماری عمومی نفوس و مسکن در سال ۱۳۹۵، جمعیت این روستا برابر با ۳۶۱ نفر (۹۶ خانوار) بوده است.